# حيوانات ليلية (فلم)
حيوانات ليلية  (بالإنجليزية: Nocturnal Animals) هو فيلم دراما وإثارة أُصدر رسميًّا في 2 سبتمبر 2016، وفي 22 ديسمبر 2016، في ألمانيا. الفيلم من إنتاج وتوزيع فوكس فيتشرز، وقد أخرجه وكَتَب السيناريو مصمم الأزياء والمخرج توم فورد. الفيلم مقتبسٌ من رواية توني وسوزان من تأليف الكاتب الأمريكي أوستن رايت.
فيلم Nocturnal Animals من بطولة جيك جيلينهال وإيمى آدامز، إلى جانب كلَا من إيسلا فيشر، وأرمى هامر، ومايكل شانون، ولورا لينى، وكريستين باور، ومن تأليف وإخراج توم فورد

## طاقم التمثيل
- جيك جيلنهال
- مايكل شانون
- آيسلا فيشر
- آرون جونسن
- إيمي آدمز
- لورا ليني
- أرمي هامر

## الإنتاج

### التصوير
صوّر الفيلم في لوس أنجلوس، وبدأ التصوير الرئيسي، في 5 أكتوبر 2015.، وكان شيموس ماكغارفي مديرًا لتصوير الفيلم.

### الموسيقى
موسيقى الفيلم التصويرية من تلحين إيبل كورزينياوسكي.

## الاستقبال

### الجوائز والترشيحات
الجوائز
- جائزة الأسد الذهبي، الفائز: توم فورد، في: مهرجان البندقية السينمائي الثالث والسبعون.[2]

الترشيحات
- جائزة لجنة التحكيم الخاصة  [لغات أخرى]‏، المُرشَّح: توم فورد، في: مهرجان البندقية السينمائي الثالث والسبعون[2]

## وصلات خارجية
- مقالات تستعمل روابط فنية بلا صلة مع ويكي بيانات

لا توجد روابط لمواقع التواصل الاجتماعي.